# جامعة سيجن
جامعة سيجن (بالإنجليزية: University of Siegen) هي جامعة في ألمانيا أُسِّسَت عام 1972.

## إحصائيات
يبلغ عدد طلاب الجامعة 17,500 طالب.

## خريجون وأساتذة بارزون
- مارسيل باير (مواليد 1965)، كاتب.
- أوفي بول (مواليد 1965)، مخرج ومنتج وكاتب سيناريو.
- باول بروير (مواليد 1950)، المتحدث باسم سياسة الدفاع البرلمانية للاتحاد الديمقراطي المسيحي.
- بيتر هوسينغ (مواليد 1948)، بطل في الملاكمة في الوزن الثقيل.
- توماس كيلنر (مواليد 1966)، مصور فنون جميلة وأستاذ زائر ومنسق معارض.
- كلاوس بيتر ثالر (مواليد 1949)، بطل في سباقات الدراجات الهوائية.
- أكسل ويبر (مواليد 1957)، رئيس مجلس إدارة يو بي إس والرئيس السابق لـالبنك الاتحادي الألماني.

## وصلات خارجية
- الموقع الإلكتروني